# William Levy
Pour les articles homonymes, voir Levy.
William Levy (né William Gutiérrez Levy le 29 août 1980, à La Havane, Cuba) est un acteur et mannequin cubano-américain.

## Enfance et ses débuts
William Levy est né à Cojímar, à La Havane, à Cuba. Son grand-père maternel était juif. Il est élevé par sa mère seule, Bárbara. Il est l'aîné de trois enfants. Il a une sœur prénommée Barbara et un frère plus jeune, Jonathan. William émigre légalement à Miami, en Floride à l'âge de quatorze ans, parce que son beau-père a obtenu l'asile politique. Il arrive à Miami avec sa sœur et sa mère, qui est à cette période-là enceinte de son frère cadet. 
Sa pratique du baseball lui permet d'obtenir une bourse pour entrer à l'université St. Thomas. Il commence ses études dans l'administration des affaires. Mais il les interrompt au bout de deux ans pour se consacrer au divertissement. Il étudie l'art dramatique à Miami, Los Angeles et au Mexique.  
Il est engagé en tant que modèle par l'agence Next Models. Plus tard, il participe à deux émissions de téléréalité diffusées par Telemundo : L'île de la tentation en 
2002 et Protagonistas de Novela 2 en 2003.

## Vie personnelle
En 2003, il a commencé une relation avec l'actrice mexicaine-américaine Elizabeth Gutiérrez. Ils se sont rencontrés au cours de leur participation à Protagonistas de Novela 2. Le 12 mars 2006, ils ont eu un fils, Christopher Alexander et le 6 mars 2010, ils ont eu une fille, Kailey Alexandra. Dans les communiqués de presse émis en mai 2011, Levy et Gutiérrez ont annoncé qu'ils avaient mis fin à leur relation de 8 ans. En juillet 2011, ils se réconcilient et se remettent ensemble. Début 2014, William confirme sa séparation avec Elizabeth. En 2015, William et Elizabeth confirment être à nouveau ensemble.

## Carrière
Il commence sa carrière en tant qu'acteur de telenovelas à Miami, en travaillant dans les productions de Venevisión international diffusées aux États-Unis par la chaîne espagnole Univision. Il débute dans Olvidarte jamás aux côtés de Sonya Smith. Par la suite il joue dans Mi vida eres tú avec Scarlet Ortiz et Jorge Aravena. Puis il participe à Acorralada aux côtés de Mariana Torres dans le rôle de "Larry Irazabal", le frère de "Maximiliano Irazabal" incarné par David Zepeda. 
Il fait du théâtre au Centro de Bellas Artes à San Juan, Puerto Rico en 2005 dans une mise en scène de l'œuvre La nena tiene tumbao. 
Au Mexique, il joue dans Pasión avec Susana González et Fernando Colunga. Son premier rôle principal est aux côtés de Maite Perroni dans la télénovela Cuidado con el ángel. D'après le magazine américain Entertainment Weekly, la télénovela aurait atteint des records d’audience aux États-Unis où elle a été diffusée par Univisión.
En 2008, il fait ses débuts au cinéma avec le film Retazos de vida de la réalisatrice équatorienne Viviana Cordero, avec Erika Vélez, Giovanna Andrade, Christian Bach (actrice) et María Teresa Guerrero. Le film est tourné en Équateur.
En 2009, il joue avec Jacqueline Bracamontes et Julián Gil dans la télénovela Sortilegio produite par Carla Estrada. C'est une nouvelle adaptation de la télénovela Tú o nadie dans laquelle Lucía Méndez et Andrés García ont joué en 1985. Toujours en 2009, il s'aventure dans le doublage de films, en prêtant sa voix au personnage de l'astronaute "le Capitaine Bavarde `Chuck Baker" dans la version espagnole du dessin animé Planète 51. Le 17 novembre 2009, à Morelia, au Mexique débute la pièce de théâtre Un amante a la medida dans laquelle il joue. Il co-produit cette pièce dont il change le nom au profit de Una amante perfecto et fait une tournée dans quelques villes de la République mexicaine.
En 2010, William Levy symbolise la marque de vêtements Dolce & Gabbana en jouant dans sa campagne publicitaire. En 2010 - 2011, il est protagoniste dans la telenovela Le Triomphe de l'amour aux côtés de Maite Perroni produite par Salvador Mejía. Il participe également à la troisième saison de Mujeres asesinas du producteur Pedro Torres. En décembre 2010, un calendrier est mis en vente avec des photos de l'acteur.
En 2011, il travaille comme modèle pour le clip I'm Into You de Jennifer Lopez, enregistré dans la Riviera Maya. En octobre 2011, il remplace temporairement Jorge Salinas dans la pièce de théâtre Perfume de Gardenia. 
En 2012, il participe à deux épisodes de la série télévisée diffusée sur le canal VH1 et appelée Single Ladies. Il participe également à la 14e saison de Dance avec les stars entre mars et mai. À la surprise générale, il se qualifie en finale en faisant éliminer Joseph Bryan, le grand favori de la compétition. William finit à la troisième place avec sa partenaire Cheryl Burke. 
En 2013, il est protagoniste avec Ximena Navarrete dans la télénovela La tempestad. Puis il décide de se retirer des télénovelas, pour passer plus de temps avec sa famille et mettre davantage l'accent sur les films. 
Le 20 février 2014, il présente les Premios lo nuestro avec Ninel Conde. En mars 2014, il fait ses débuts à Hollywood avec le film The Single Moms Club produit par Tyler Perry et réalise ainsi un de ses rêves. Le 10 octobre 2014, sort le film Addicted où il joue aux côtés de Sharon Leal.

## Filmographie

### Cinéma
- 2008 : Retazos de Vida : Thiago
- 2009 : Planète 51 : Capitaine Charles « Chuck » Baker (Voix)
- 2014 : The Single Moms Club : Manny
- 2014 : Addicted : Quinton Canosa
- 2016 : Term Life : Alejandro
- 2016 : Resident Evil 6 : Christian
- 2017 : A Change of Heart : Carlos
- 2017 : The Veil : Warrior
- 2017 : Girls Trip : Lui-même
- 2017 : Cinderelo : Brando
- 2018 : El fantasma de mi novia : Chepa
- 2019 : En brazos de un asesino (Killing Sarai) : Victor Faust
- 2021 : South Beach Love : Tony Sanchez

### Telenovelas et séries
- 2002 : Protagonistas de Novela : Lui-même / Concurrent
- 2006 : Mi vida eres tú : Féderico / Rôle récurrent
- 2006 : Olvidarte jamás : Germán Torres / Rôle récurrent
- 2007 : Acorralada : Larry Irázabal / 187 épisodes
- 2007-2008 : Pasión : Vasco Darién / Rôle récurrent, 95 épisodes
- 2008 : Plaza Sésamo : William / Episode : "El problemón"
- 2008-2009 : Cuidado con el ángel : Juan Miguel / Rôle principal, 194 épisodes
- 2009 : Sortilegio : Alejandro Lombardo / Rôle principal
- 2009 : Mujeres Asesinas : Fonsi "Conde Alfonso de Jesús Ruiz Machado y Ortigoza" / Saison 3 épisode 7
- 2010-2011 : Le Triomphe de l'amour : Maximiliano Sandoval / Rôle principal, 175 épisodes
- 2011 : The Soup : Lui-même
- 2012 : Single Ladies : Antonio / Saison 2 épisode 2 & 3, Saison 2 épisode 13 & 14
- 2013 : La Tempestad :  Capitaine Damián Fabré / Michel Fabré / Rôle principal, 119 épisodes
- 2014 : The Chew : Lui-même / Saison 4 épisode 24
- 2018-2019 : Star : Mateo Ferrera
- 2021 : Café con aroma de mujer : Sebastián Vallejo
- 2023 : Montecristo : Alejandro Montecristo
- 2023-2024 : Vuelve a mí : Santiago Zepeda

### Apparitions à la télévision
- 2002 : La Isla de la Tentación
- 2012 : Dancing with the Stars (Saison 14)
- 2014 : Premios lo nuestro
- 2014 : Premios Juventud
- 2015 : Premios Juventud

### Théâtre
- 2011 : Perfume de Gardenia
- 2009-2010 : Un Amante a La Medida / Un Amante Perfecto
- 2005 : La nena tiene tumbao

### Clips
- 2009 : Cuando a Mi Lado Estas de Ricardo Montaner
- 2011 : I'm Into You de Jennifer López
- 2014 : Giant de Sharon Leal

### Publicités
- 2013 : Crest + Oral B
- 2013 : Pepsi Next
- 2012 : M&M's
- 2012 & 2013 : AT&T
- 2011 & 2013 & 2014 : Sabritas
- 2015 : Toyota

## Nominations et récompenses

### PrixBravo
| Année | Catégorie            | Telenovela | Résultat |
| ----- | -------------------- | ---------- | -------- |
| 2008  | Meilleure révélation | Pasión     | Lauréat  |
| 2010  | Meilleur acteur      | Sortilegio | Lauréat  |

### PrixJuventud
| Année | Catégorie      | Telenovela                          | Résultat |
| ----- | -------------- | ----------------------------------- | -------- |
| 2009  | Il est super ! | Cuidado con el ángel                | Lauréat  |
| 2010  | Il est super ! | Sortilegio                          | Lauréat  |
| 2011  | Il est super ! | Le Triomphe de l'amour (telenovela) | Lauréat  |
| 2014  | Il est super ! | La tempestad                        | Lauréat  |

### PrixPeople en Espagnol
| Année | Catégorie                                     | Telenovela                          | Résultat |
| ----- | --------------------------------------------- | ----------------------------------- | -------- |
| 2009  | Meilleur couple (avec Maite Perroni)          | Cuidado con el ángel                | Nommé    |
| 2009  | Meilleur acteur                               | Cuidado con el ángel                | Nommé    |
| 2010  | Meilleur acteur                               | Sortilegio                          | Nommé    |
| 2010  | Meilleur couple (avec Jacqueline Bracamontes) | Sortilegio                          | Nommé    |
| 2010  | Le meilleur vêtement de l'année               |                                     | Nommé    |
| 2011  | Couple de l'année (avec Maite Perroni)        | Le Triomphe de l'amour (telenovela) | Lauréat  |
| 2011  | Meilleur acteur                               | Le Triomphe de l'amour (telenovela) | Nommé    |
| 2011  | Le meilleur vêtement de l'année               |                                     | Nommé    |
| 2012  | Le roi du twitter                             | Nommé                               |          |
| 2013  | Meilleur acteur                               | La tempestad                        | Nommé    |
| 2013  | Meilleur couple (avec Ximena Navarrete)       | La tempestad                        | Nommé    |
| 2013  | Le plus sexy de twitter                       |                                     | Nommé    |

### PrixTVyNovelas
| Année | Catégorie       | Telenovela | Résultat |
| ----- | --------------- | ---------- | -------- |
| 2010  | Meilleur acteur | Sortilegio | Nommé    |

- 2015: Le magazine People en Español l'a nommé comme l'un des 50 plus beaux.
- 2013: Le magazine People en Español l'a nommé comme l'un des 50 plus beaux.
- 2012: Le magazine People en Español l'a nommé comme l'un des 50 plus beaux.
- 2012: Le magazine People en Español l'a nommé comme l'homme le plus sexy de 2012.
- 2011: Le magazine People en Español l'a nommé comme l'un des 50 plus beaux.
- 2010: Le magazine People en Español l'a nommé comme l'un des 50 plus beaux.
- 2009: Le magazine Cosmopolitan l'a nommé comme l'homme le plus désiré de 2009.
- 2009: Le magazine People en Español l'a nommé comme l'un des 25 plus beaux.
- 2009: Le magazine People en Español l'a nommé comme l'un des 50 plus beaux.
- 2008: Au Mexique, il est en tête de liste des 12 hommes les plus sexys. (publié par le magazine Quién)
- 2008: Le magazine People en Español l'a nommé comme l'un des 50 plus beaux.
- 2006: Le magazine People en Español l'a nommé comme l'un des 20 célibataires les plus sexys.